# Amaia Iturbide
Amaia Iturbide Mendinueta (Bilbao, 1961) es una escritora española.

## Trayectoria
Aunque nació en Bilbao, pasó su infancia en la localidad navarra de Arbizu. Además de su faceta literaria/poética, Iturbide es pintora y con frecuencia traslada, tanto a sus escritos como a sus pinturas, los paisajes del pueblo en el que se crio. Se licenció en Filología Vasca en la Universidad de Deusto y durante un tiempo fue profesora de euskera en varias escuelas vascas. Finalmente, decidió dedicarse por entero a la escritura poética.
El estilo de su poesía se acerca al surrealismo y al expresionismo. Utiliza la metáfora y la analogía entre el mundo real y el ideal, entre el mundo interior y el exterior. En su segunda etapa, refuerza su lado surrealista y expresa el caos del mundo a través de la imagen y de la imaginación, con un lenguaje más complejo y barroco.
Iturbide explica que su mundo poético debe mucho a la lectura del poeta alemán Friedrich Hölderlin, de los escritores españoles Gabriel Aresti y Juan María Lekuona y del escritor argentino Jorge Luis Borges.

## Obra

### Poesía
- 1986 - Eskaileraren bi aldeetan. Erein. ISBN 978-84-7568-113-9
- 1992 - Itzulbidea. Erein. ISBN 9788475683720
- 1994 - Gelak eta zelaiak. Erein. ISBN 9788475685243
- 2006 - Lore mutuak eta tuaren ezkontzak. Edición que recogía su traducción al castellano ‘Flores mudas y las bodas de la saliva’. Centro de Lingüística Aplicada Atenea. ISBN 978-84-95855-65-7
- 2008 - Labirintoaren orduak. Erein. ISBN 978-84-9746-424-6
- 2010 - Ahotsak, hitzak, hizkuntzak (antología poética VV. AA.). Euskaltzaindia. ISBN 9788495438621
- 2011 - Eszenatoetako aztarnak hasten direnean. Erein. ISBN 978-84-9746-720-9[3]
- 2014 - Artea & Poesia & Literatura. Utriusque Vasconiae. ISBN 978-84-942531-1-9
- 2017 - Dorrearen eta penduluaren arteko ituna. Erein. ISBN 978-84-9109-162-2[4]
- 2019 - Lurraren dardara. Zortzi ahots emakumezko (antologia poetikoa VV. AA.). Balea Zuria. ISBN 9788494726392[5]
- 2020 - Poemas (1986-1994). Erroteta. ISBN 978-84-17607-31-9
- 2021 - Isiltasunaren ildoetan. Erein. ISBN 978-84-9109-652-8

### Ensayo
- 2000 – B. Gandiaga, J.A. Artze eta X. Leteren poemagintza. Poesia tradizionalaren bidetik. Erein. ISBN 978-84-7568-875-6
- 2002 – Mimodramak eta ikonoak gidari, estetikan barrena. Diputación Foral de Álava. Servicio de Publicaciones = Araba Foru Aldundia. Argitalpenak Zerbitzu. ISBN 978-84-7821-501-0
- 2015 - Ikuspuntuak. Artikulu bilduma (1986-2013). Erroteta. ISBN 978-84-15508-49-6

### Narración
- 2005 – Bidaiarik luzeenak. Erein. ISBN 9788497462617.[6]
- 2008 – Itzulerarik gabeko txartelak. Labayru ikastegia. ISBN 978-84-92599-00-4
- 2013 – Kartografien eta mikrobio narratiboen artean. Maiatz. ISBN 979-1-09-200907-1
- 2017 – Ispiluen arteko zirriborroak. Beta III Milenio. ISBN 978-84-16809-10-3[7]
- 2019 - Idazlan berreskuratuak (1989-2018). Erroteta. ISBN 978-84-17607-08-1
- 2019 - Guneak eta ardatzak. Erroteta. ISBN 978-84-17607-17-3
- 2020 – Urrutiko estanpetan. Beta III Milenio. ISBN 978-84-17634-35-3

## Reconocimientos
- Su obra de 1994 Gelak eta zelaiak recibió ese año el Premio Lizardi del Gobierno Vasco y el Premio de la Crítica.[8]
- En 2001 fue la ganadora de la decimotercera edición del Premio Becerro de Bengoa de ensayo, por su trabajo en estética para la guía Mimodramak eta Ikonoak gidari, estetika barrena, dedicado al poeta Juan Mari Lekuona. Este galardón lo convoca el Departamento de Euskera, Cultura y Deporte de la Diputación Foral de Álava.[9][10][11]
- En 2012 resultó ganadora, por unanimidad del jurado, del premio Lauaxeta por su obra Eszenatokietako aztarnak hasten direnean. El Lauaxeta Sariak es un reconocimiento de la Diputación Foral de Vizcaya hacia entidades o personas que promocionan, difunden y normalizan el euskera en la región.[12][13] El premio en el apartado de verso o prosa poética se comenzó a dar en ese año 2012, ya que se cumplía el 75 aniversario del fusilamiento del poeta Esteban Urkiaga, apodado Lauaxeta.[14]